# El Menzel

## Géographie
El Menzel est la capitale de la tribu (kabilat) Beni Yazgha, qui regroupe de nombreuses communes (Jamaâ) et douars. Les alentours d'El Menzel ne manquent pas d'intérêt touristique. À quelques kilomètres, les sources jadis abondantes : Ain timedrine, Ain ouamandare et surtout Ain sebou qui donne son nom à l'un des plus importants fleuves du Maroc : Oued Sebou. À 51 km, le mont Bouyblane qui culmine à plus de 3 000 m est couvert de neige à partir du mois de novembre.
El Menzel est devenue une ville à la population importante. Cette dernière a quitté les petits villages environnants à la recherche d'une part de l'eau et d'électricité qui manquent cruellement dans ces villages et d'autre part pour s'approcher des lieux de travail et de scolarité.
Comme nombre de petites villes du Maroc, El Menzel a vu sa population s'accroître fortement ces dernières années sans que les infrastructures suivent. Les crédits de développement font cruellement défaut, les projets d'investissement dans tous les secteurs sont quasi inexistants. C'est une ville conviviale et accueillante avec la présence de petit commerce au long de la ville